# Mohamed El Makrini
Mohamed El Makrini (* 6. července 1987, Utrecht, Nizozemsko) je nizozemský fotbalový záložník marockého původu, který působí v nizozemském klubu SC Cambuur.

## Klubová kariéra
V Nizozemsku začal s fotbalem na profesionální úrovni v klubu FC Den Bosch, kde hrával dříve v mládežnických týmech. V létě 2011 přestoupil do klubu SC Cambuur, se kterým v sezóně 2012/13 vyhrál Eerste Divisie (nizozemská druhá liga) a mohl tak slavit postup do Eredivisie.